# 児化
児化（アルか、簡体字: 儿化、繁体字: 兒化、拼音: érhuà）とは、普通話や中国語の一部方言に確認できる発音表現である。接尾語としての「児」が音節として独立せず、前の音節と1音節として発音され語尾が巻舌音化する。このようにして発音された音節を児化韻（簡体字: 儿化韵、拼音:  érhuàyùn）と呼び、日本では通例「アル化（する）」と言う（実際のアル化の発音は「アル」の発音とは異なる）。巻舌音としては英語のrよりも強い。北京語・東北官話・膠遼官話などの北方方言の話し言葉では頻繁に使用され普通話にも取り入れられているが、台湾など他地域での使用は稀で、このことから簡体字で「儿化」と表記するのが一般的である。文語より口語で多用されるが、近代日本の中国語教育では会話が重視されたために児化は日本においては主たる学習対象になっている。
また、呉語などでは /r/ の代わりに /ŋ/ となることもある。例えば「麻雀」（ 鳥類の麻雀 /mo.t͡si̯ɐʔ/ → 遊戯の麻雀児 /mo.t͡si̯aŋ/、現代中国語ではこの発音により「麻将」と書かれる）。

## 発生
中国人の個人名によく使われてきた接尾辞である。主に女性名に使われる。南朝には潘玉児、章要児、唐には上官婉児、李裹児、宋には衛猫児など、中古時代からよく見られていた。孔雪児、容祖児のように、名前の構成としては今も続いている。
広義の児化が発生したのは明代中期のことである。用法は多種多様になった。明代後期には多用されるようになり、清代に入ると急増し普及した。

## 発音
「児」は前の音節の母音をR音性を持った音に変化させる。このとき韻尾 /i/, /n/, /ŋ/は脱落し、/ŋ/ の場合は主母音が鼻音化する。中国語では基本的には漢字1文字が1音節に相当するが、「児」は前の漢字と併せて1音節を構成する。

## 用法
様々な意味で使われる。
- 形容詞の畳語形につける。
- 形容詞や動詞を名詞化させる。
- 女性名の末尾に使う。
- かわいらしさを表す。（指小辞）
- 本来とは別の意味を持たせる。

例：白面（拼音: báimiàn、小麦粉）　白面儿（拼音: báimiànr、ヘロイン）